# V znak pobjede
V znak pobjede, znak pobjede ili victory-znak gesta je s različitim značenjima koji ovise kulturnom kontekstu i načinom kako ga se pokazuje. 
Najčešće se rabi za prikaz slova V (engleska riječ victory – 'pobjeda'), kao simbol mira (obično s dlanom na vanjskoj strani) ili s dlanom prema unutra, pogotovo u Velikoj Britaniji, Irskoj, Australiji, Novom Zelandu i Južnoj Africi, gdje taj oblik geste ima vrlo uvredljivo značenje. Može predstavljati i broj dva.
Tijekom Drugog svjetskog rata gestu je popularizirao britanski premijer Winston Churchill kao simbol pobjede i slobode. Tijekom Velikosrpske agresije na Hrvatsku i BiH znak je bio popularan kod hrvatskih i bosanskih vojnika, a srpski su vojnici rabili pozdrav s tri prsta. 
Mirovnim snagama UN bilo je zabranjeno pokazivanje te geste iz obzira prema Srbima kako oni to ne bi pogrešno protumačili.